# Rio Grande da Serra
Rio Grande da Serra este un oraș în São Paulo (SP), Brazilia.